# Azay-sur-Indre
Azay-sur-Indre ist eine französische Gemeinde im Département Indre-et-Loire in der Region Centre-Val de Loire. Sie gehört zum Kanton Loches und zum Arrondissement Loches. Die Gemeinde liegt an der Indre und grenzt im Westen und im Norden an Reignac-sur-Indre, im Osten an Chédigny, im Süden an Chambourg-sur-Indre und im Südwesten an Dolus-le-Sec.

## Bevölkerungsentwicklung
| Jahr      | 1962 | 1968 | 1975 | 1982 | 1990 | 1999 | 2008 | 2018 |
| --------- | ---- | ---- | ---- | ---- | ---- | ---- | ---- | ---- |
| Einwohner | 341  | 307  | 272  | 289  | 309  | 355  | 380  | 376  |

## Sehenswürdigkeiten
- Klösterliches Bauernhaus Bergeresse, seit 1949 Monument historique, zwei Kilometer nordwestlich von der Hauptsiedlung von Azay-sur-Indre; eine frühe Erwähnung stammt aus dem Jahr 1274; heute in Privatbesitz
- Schloss Folaine, Monument historique
- Kirche Saint-Crépin, Monument historique

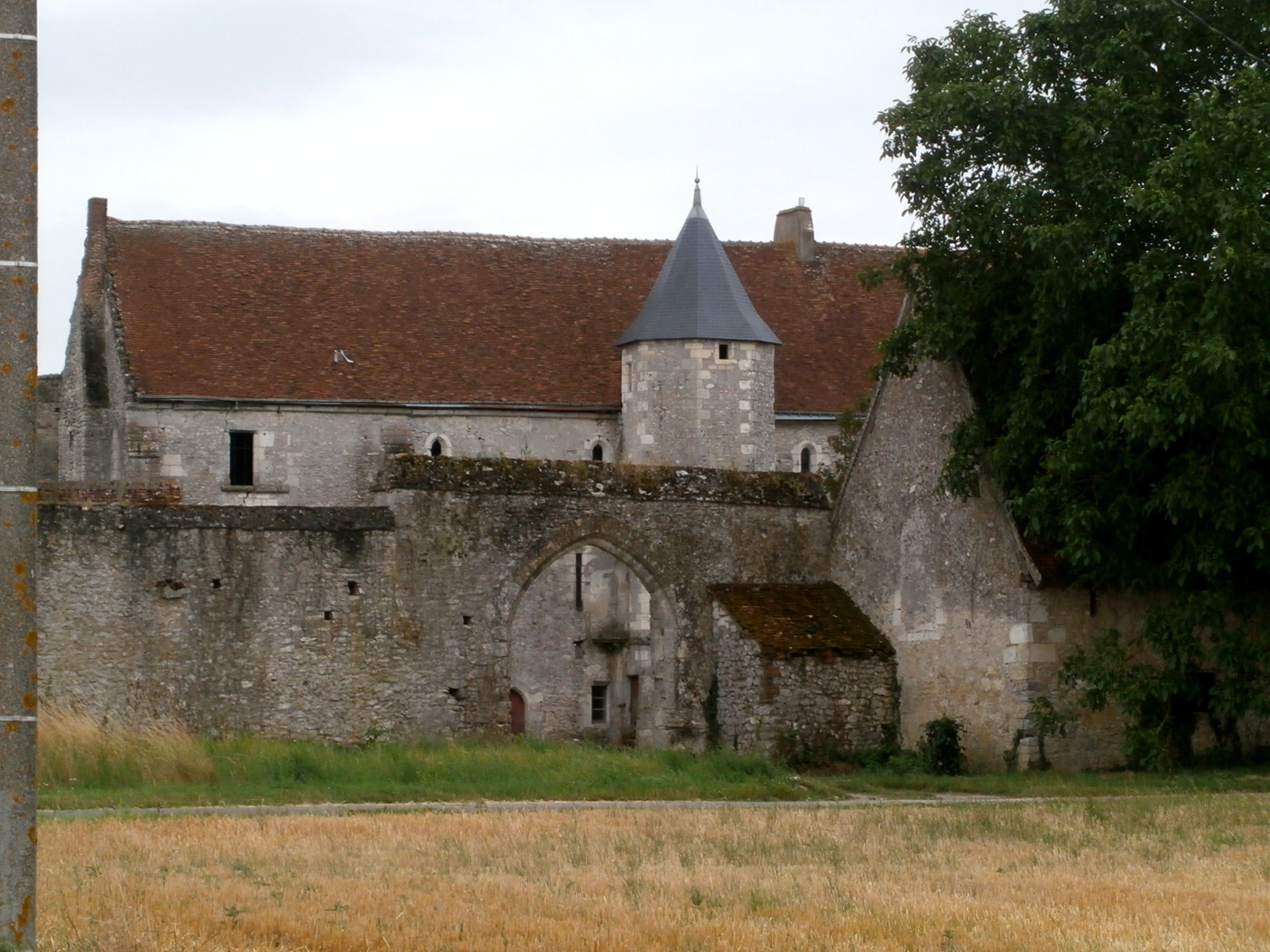
Haus Bergeresse
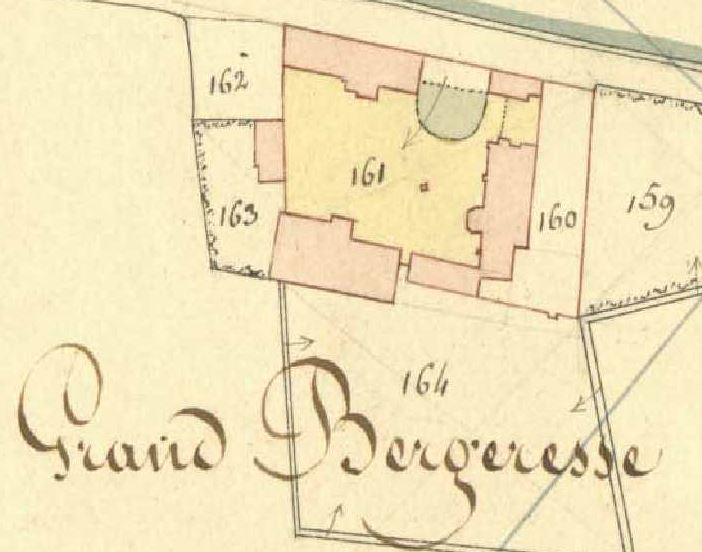
Plan der Anlage Bergeresse
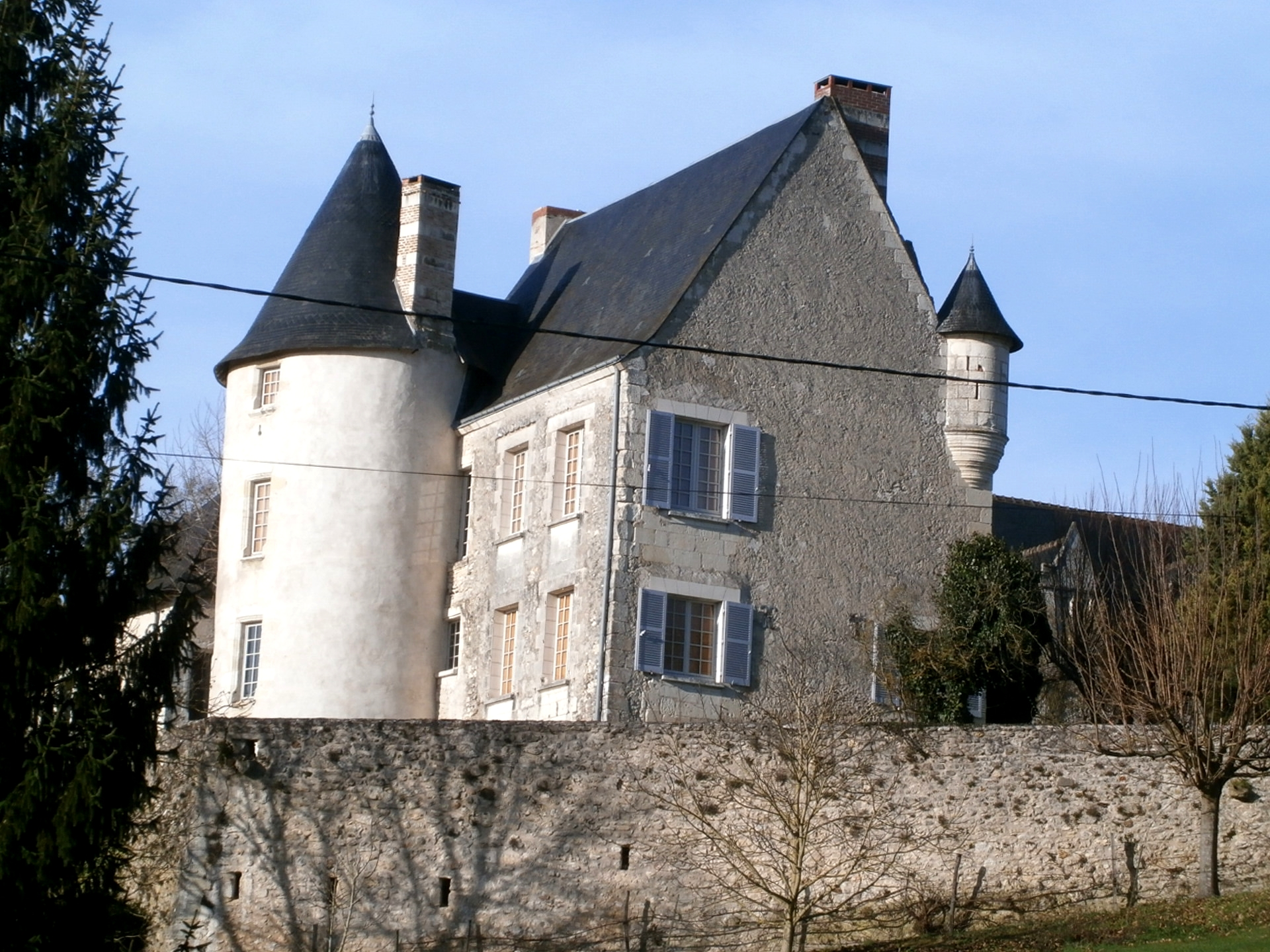
Schloss Folaine
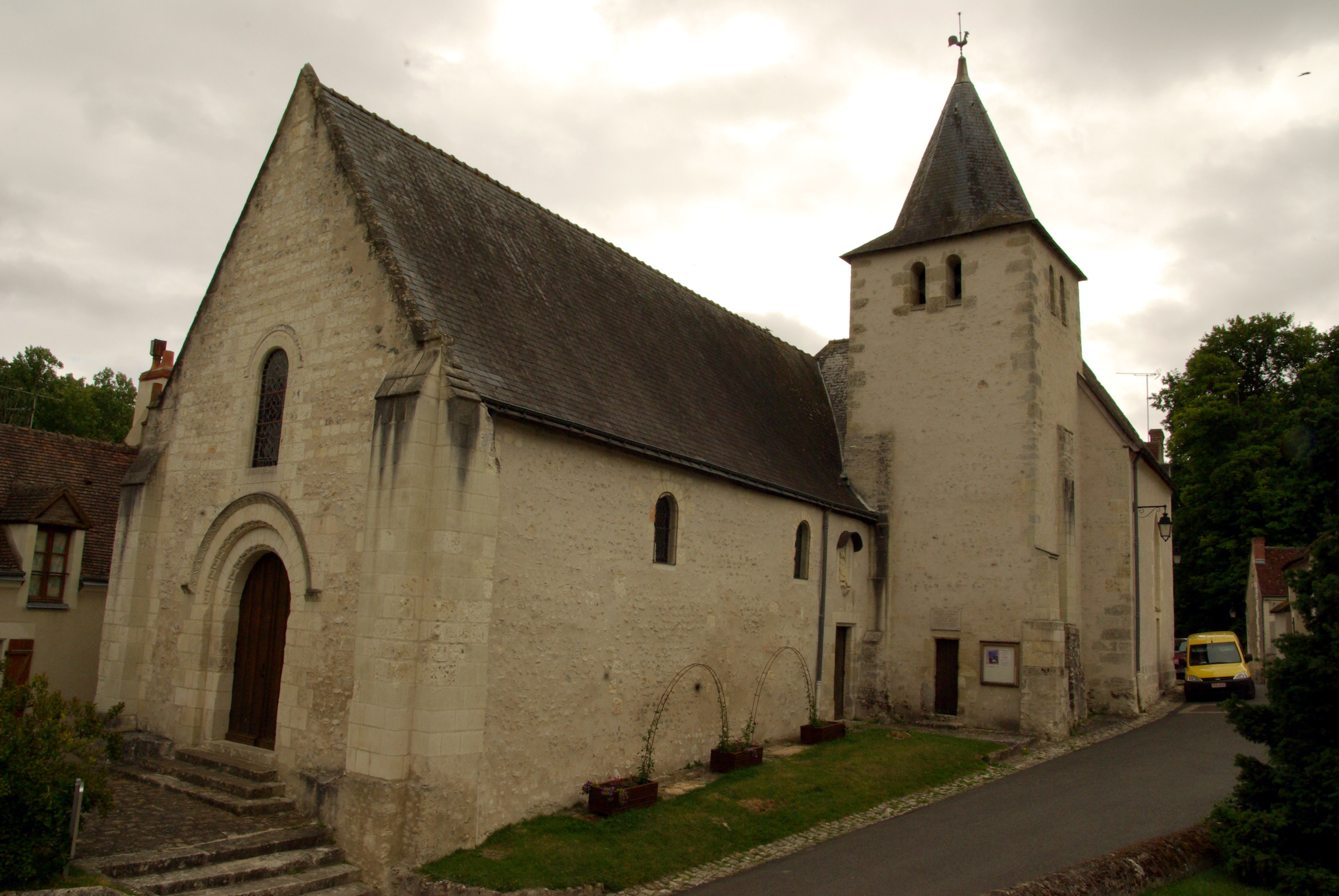
Kirche Saint-Crépin